# Thelotrema subadjectum
Thelotrema subadjectum är en lavart som beskrevs av Mangold. Thelotrema subadjectum ingår i släktet Thelotrema och familjen Graphidaceae.   Inga underarter finns listade i Catalogue of Life.